# Roberto Pliscoff Vásquez
Roberto Jacobo Pliscoff Vázquez (Talca, 1944) es un ingeniero en ejecución eléctrica y político chileno, miembro del Partido Radical (PR). Se desempeñó como subsecretario de  Telecomunicaciones durante el gobierno de Patricio Aylwin, desde 1990 hasta 1994; vicepresidente de Correos de Chile, desde 1994 hasta 2000, jefe de gabinete del subsecretario de Minería, entre 2004 y 2006, y vicepresidente del Consejo Nacional de Televisión (CNTV) en 2014, durante el segundo gobierno de la presidenta Michelle Bachelet.
Es hijo del descendiente alemán Saúl Pliscoff Guttmann y la profesora Olivia Alicia Vásquez Bustamante. Está casado desde 1971 con Ana María Varas Contreras, con quien tiene dos hijos; Patricio (geógrafo) y Roberto (administrador público).